# Chypre ottomane
1571–1878
(307 ans)
Entités précédentes :
- Chypre vénitienne

Entités suivantes :
- Chypre britannique

La période ottomane de Chypre s'étend entre 1571 et 1878 lorsque l'île de Chypre faisait partie de l'Empire ottoman.
Cette période de domination ottomane succède à la domination vénitienne et précède la domination britannique. La puissance ottomane exploite et organise l'île de la même manière qu'en Grèce ottomane. La division de la population par religions est la même. La loi islamique y est appliquée : les chrétiens et les juifs sont soumis au haraç (double capitation sur les non-musulmans) et à la παιδομάζωμα, pédomazoma, littéralement « enlèvement des enfants » pour en faire des janissaires.
Du point de vue territorial l'île forme tantôt une province (eyalet ) en soi, tantôt une partie de la « province des îles de la mer du sud » : Cezayir-i bahr-i Sefid adaları Akdeniz. Elle fut aussi par périodes un fief personnel du grand vizir entre 1703 et 1785.

## Histoire

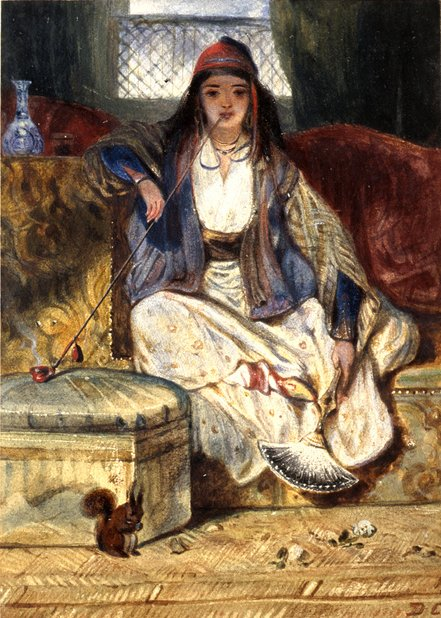
Femme chypriote fumant un chibouk, 1828
Alexandre-Gabriel Decamps
Clark Art Institute, Williamstown

Sous contrôle vénitien depuis 1489, l'île subit plusieurs attaques de l'Empire ottoman tout le long du XVIe siècle. Le 5 août 1571, le port de Famagouste est capturé par les forces de Lala Mustafa Pacha, Commandeur en chef de la flotte ottomane. À la suite de la désastreuse guerre russo-turque, l’Empereur Abdülhamid loue l’île à l’Empire britannique mais après la première guerre mondiale les britanniques décident de l'annexer en représailles à la déclaration de guerre de l’Empire ottoman.